# 有熊氏
有熊氏（ゆうゆうし、拼音: yǒuxiong shì）は、古国時代の有熊国の氏族である。

## 概要
伝説では、無懐氏の時代、少典が熊を使役できた事から始まる、炎黄両氏の祖とされる。有熊国を治め、支族である神農の一族は姜姓、軒轅の一族は姫姓を名乗った。現在の中国においては、伝説上とはいえ、殆どがこの子孫という事になっているとされる。

## 有熊国
有熊国（ゆうゆうこく）は、古国時代の無懐氏以降における伝説上の有熊氏の治めた国である。
歴代君主として、次の人物が立ったとされる。
- 少典　　有熊国を建てた。
- 姜石年　少典の子で、炎帝を称した[注釈 1]。
- 姫勗其　少典の子。古蜀の祖とも[注釈 2]。
  - 姫巨駓　姫勗其の子。
- 姫芒昧　姫巨駓の子。
- 姫夷栗　姫芒昧の子。
- 姫柏堅　姫夷栗の子、赤水氏を称した。
- 姫節　　姫柏堅の子。
- 姫赫胡　姫節の子。
- 姫封胥　姫赫胡の子。
- 姫依盧　姫封胥の子。
  - 姫啓昆　姫依盧の子。

## 炎帝神農氏
- 神農　(1)　神農氏の初代。BC3050頃。
- 帝臨魁(2)　帝承が2代目とも。
- 帝承　(3)　帝臨が3代目とも。
- 帝明　(4)　帝則が4代目とも。
- 帝直　(5)　帝百が5代目とも。
- 帝来　(6)　帝嫠が6代目とも。
- 帝哀　(7)　帝襄が7代目とも。
- 帝楡罔(8)　帝楡とも。阪泉の戦いで敗れる[注釈 3]。

## 黄帝有熊氏
黄帝有熊氏（こうていー）は、黄帝から堯舜まで、事実上の世襲により中華を治めたとされる一族の事である。単に有熊氏と略する場合があり、混同に注意が必要である。
黄帝は有熊国の出身とされ、炎帝神農氏を阪泉の戦いで破り、帝号を称した。姫姓であり、三代・戦国七雄・秦の祖である。特に周代において、周王家がこの子孫である事が強調された。
堯舜の治世は、徳により民を正しく導き、有徳者への禅譲が2代続けて行われた事で、後世の為政者から理想化された。また、舜から禹の禅譲により夏王朝が成立した事から、魏の曹丕などの簒奪者は、放伐する事もできたが、前王朝からの正当性をアピールするという観点から、禅譲を用いた。
- 黄帝　(1)　有熊国の出身。
- 玄囂　(2)　黄帝の長男、少昊。
- 顓頊　(3)　黄帝の次男昌意の長男。
- 嚳　　(4)　玄囂の子の蟜極の子。帝夋(殷祖)
- 摯　　(5)　嚳の長男。
- 放勲　(6)　嚳の次男。堯。重華に禅譲。
- 重華　(7)　瞽叟の子。舜。禹に禅譲。
  - 窮蝉　　顓頊の子。
  - 敬康　　窮蝉の子。
  - 句望　　敬康の子。
  - 橋牛　　句望の子。
  - 瞽叟　　橋牛の子。

## その後
羿の帝位簒奪時の家臣に、熊髠という人物が居たとされるが、これは有熊氏の嫡流である熊姓の者とされる。また、周代の諸侯国の1つで子爵を称した羅国も熊姓であったが、BC690に楚に滅ぼされた。また別系の子孫は華姓を名乗っているとされる。